# 龙秋华
龙秋华（1972年10月—），湖南茶陵人。男，汉族。加入中国共产党。湖南农业大学畜牧兽医专业毕业。
任湖南龙华农牧发展有限公司董事长。
2013年，当选第十二届全国人民代表大会湖南地区代表。